# Бехербах-бай-Кирн
Бехербах-бай-Кирн (нем. Becherbach bei Kirn) — община в Германии, в земле Рейнланд-Пфальц. 
Входит в состав района Бад-Кройцнах. Подчиняется управлению Кирн-Ланд.  Население составляет 403 человека (на 31 декабря 2010 года). Занимает площадь 8,41 км².